# Chōkan
Chōkan (jp. 長官, dt. etwa „(Amts-)Leiter, Chef“; von verschiedenen japanischen Beamten ins Engl. übersetzt unter anderem „Grand Steward“, „Commandant“, „Commissioner“, „Secretary General“) ist der Titel der Führungsposition in einer Reihe von Behörden der japanischen Zentralregierung. Mit Ausnahme des Leiters des Kabinettssekretariats, der qua Amt heute automatisch ein Minister im Kabinett ist und mit Politikern besetzt wird, sind Chōkan in der Regel beamtete Positionen an der Spitze von Ministerien untergeordneten Behörden. Vor der Restrukturierung der Zentralregierung von 2001 gab es dagegen eine Reihe von Behörden (-chō) mit Kabinettsrang, deren Leiter (chōkan) wie die von Ministerien (-shō) Kabinettsmitglieder waren, darunter zum Beispiel die Verteidigungsbehörde oder die Behörde für Wissenschaft und Technologie.
In der Gerichtsbarkeit gibt es ebenfalls chōkan. So heißt der leitende Richter des Obersten Gerichtshofs saikō saibansho chōkan, die Präsidenten der acht Obergerichte kōtō saibansho chōkan.

## Heutige chōkan in Behörden der japanischen Staatsregierung
Format: lat. Transkription (Titel), wörtl. dt. Übersetzung, engl. Eigenübersetzung (Stand: 2022)
- naikaku kambō chōkan (内閣官房長官), Leiter des Kabinettssekretariats, engl. Chief Cabinet Secretary
- naikaku hōseikyoku chōkan (内閣法制局長官), Leiter des Legislativbüros des Kabinetts, engl. Director-General of the Cabinet Legislation Bureau
- kunai-chō chōkan (宮内庁長官), Leiter des Kaiserlichen Hofamts, engl. Grand Steward of the Imperial Household Agency
- keisatsu-chō chōkan (警察庁長官), Leiter der Polizeibehörde, engl. Commissioner General of the National Police Agency
- kin’yū-chō chōkan (金融庁長官), Leiter der Behörde für den Finanzsektor, engl. Commissioner of the Financial Services Agency
- shōhisha-chō chōkan (消費者庁長官), Leiter der Verbraucher[schutz]behörde, engl. Secretary General of the Consumer Affairs Agency
- shōbō-chō chōkan (消防庁長官), Leiter der Feuer[- und Katastrophen-]schutzbehörde, engl. Commissioner of the Fire and Disaster Management Agency
- kōan-chōsa-chō chōkan (公安調査庁長官), Leiter der Untersuchungsbehörde für öffentliche Sicherheit (s. Gesetz gegen subversive Aktivitäten), engl. Director-General of the Public Security Intelligence Agency
- kokuzei-chō chōkan (国税庁長官), Leiter der Staats-/Nationalen Steuerbehörde, engl. Commissioner of the National Tax Agency
- bunka-chō chōkan (文化庁長官), Leiter der Kulturbehörde, engl. Commissioner for Cultural Affairs
- sports-chō chōkan (スポーツ庁長官), Leiter der Sportbehörde, engl. Commissioner for Japan Sports Agency
- rin’ya-chō chōkan (林野庁長官), Leiter der Forstbehörde, engl. Director-General of the Forestry Agency
- suisan-chō chōkan (水産庁長官), Leiter der Fischereibehörde, engl. Director-General of the Fisheries Agency
- shigen-Energie-chō chōkan (資源エネルギー庁長官), Leiter der Rohstoff- und Energiebehörde, engl. Commissioner of the Agency for Natural Resources and Energy
- tokkyo-chō chōkan (特許庁長官), Leiter des Patentamts, engl. Commissioner of the Japan Patent Office
- chūshōkigyō-chō chōkan (中小企業庁長官), Leiter der KMU-Behörde, engl. Commissioner of the Small and Medium Enterprise Agency
- kankō-chō chōkan (観光庁長官), Leiter der Tourismusbehörde, engl. Commissioner of the Japan Tourism Agency
- kishō-chō chōkan (気象庁長官), Leiter der Meteorologischen Behörde, engl. Director-General of the Japan Meteorological Agency
- kaijō-hoan-chō chōkan (海上保安庁長官), Leiter der Behörde für maritime Sicherheit, engl. Commandant of the Japan Coast Guard
- genshiryoku-kisei-chō chōkan (原子力規制庁長官), Leiter der Kernkraftregulierungsbehörde (s. Kernkraftregulierungsausschuss, engl. Nuclear Regulation Authority), engl. Secretary-General of the Nuclear Regulation Authority
- bōei-sōbi-chō chōkan (防衛装備庁長官), Leiter der Behörde für Verteidigungsausrüstung, engl. Commissioner of the Acquisition, Technology & Logistics Agency